# Hansom cab

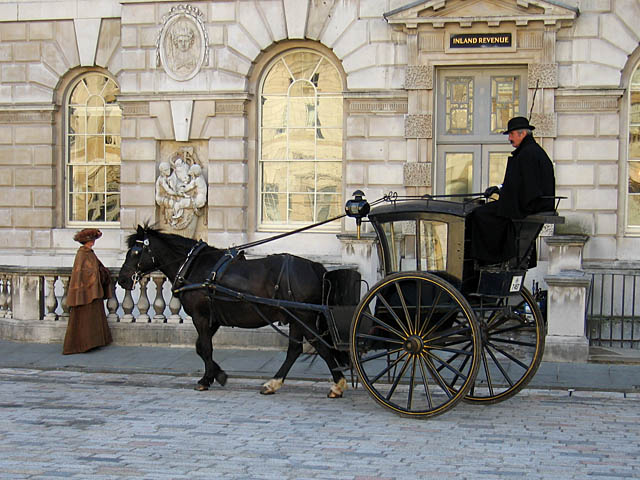
Een hansom cab op de set van een kostuumfilm

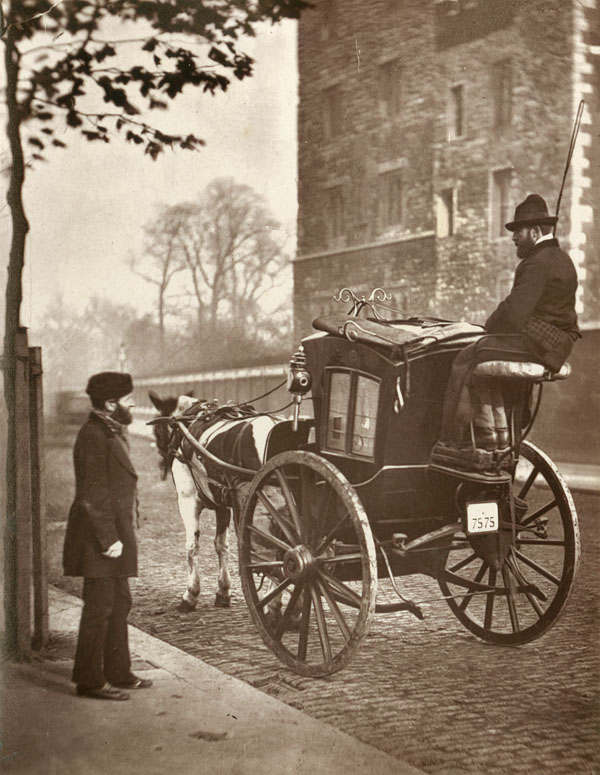
Foto van een hansom cab, uit: 'Street Life in London', 1877, door John Thompson en Adolphe Smith

Een hansom cab is een tweewielig koetsje met een overkapping waarbij de koetsier op een verhoogde, verende zitting achter de passagiersbank kan plaatsnemen. Deze Engelse stadskoets werd in 1834 uitgevonden door Joseph Hansom, een architect uit York.

## Geschiedenis
Het voertuig werd door Hansom ontwikkeld en getest in Hinckley, Leicestershire, Engeland. Oorspronkelijk werd de koets Hansom safety cab genoemd. Zij was bedoeld om snelheid en veiligheid te combineren door een laag zwaartepunt, zodat de koets niet snel kon kantelen in de bochten. De koets werd later aangepast door John Chapman en anderen maar behield de naam van zijn uitvinder.
Cab is de afkorting van cabriolet, hetgeen een tweewielig koetstype is met een beweeglijke overkapping. De nieuwe cab verving de hackney-koets als huurvoertuig. Na de komst van mechanische taximeters werd de naam van huurvoertuigen: taxicab.
Hansom cabs werden zeer populair omdat ze zo lichtgebouwd en snel waren. Ze konden door een enkelspan getrokken worden, hetgeen de reis goedkoper maakte dan met een vierwielige koets met dubbelspan. Ook kwam de compacte bouwwijze de wendbaarheid ten goede die benodigd was om te manoeuvreren door de drukke straten van de 19e-eeuwse steden. Achter de passagiers bevond zich een soort doorgeefluikje, waardoor de passagiers konden spreken met de koetsier en betalen. Ook in Amsterdam reed men met huurkoetsen. Deze werden 'aapjes' genoemd en ze werden bestuurd door een aapjeskoetsier.
Tijdens de bloeitijd waren er in Londen naar schatting meer dan zevenduizend hansom cabs in gebruik. Ook in andere Engelse steden ging men ze gebruiken, evenals op het vasteland in Parijs, Berlijn en Sint-Petersburg, in overzeese gebieden en in de Verenigde Staten, met name in New York, waar 1869 in de Hansom Cab Company werd opgericht. 
Historische exemplaren bevinden zich bijvoorbeeld in het Sherlock Holmes Museum in Londen en in het Remington Carriage Museum in Cardston, Alberta in Canada.

## Afbeeldingen

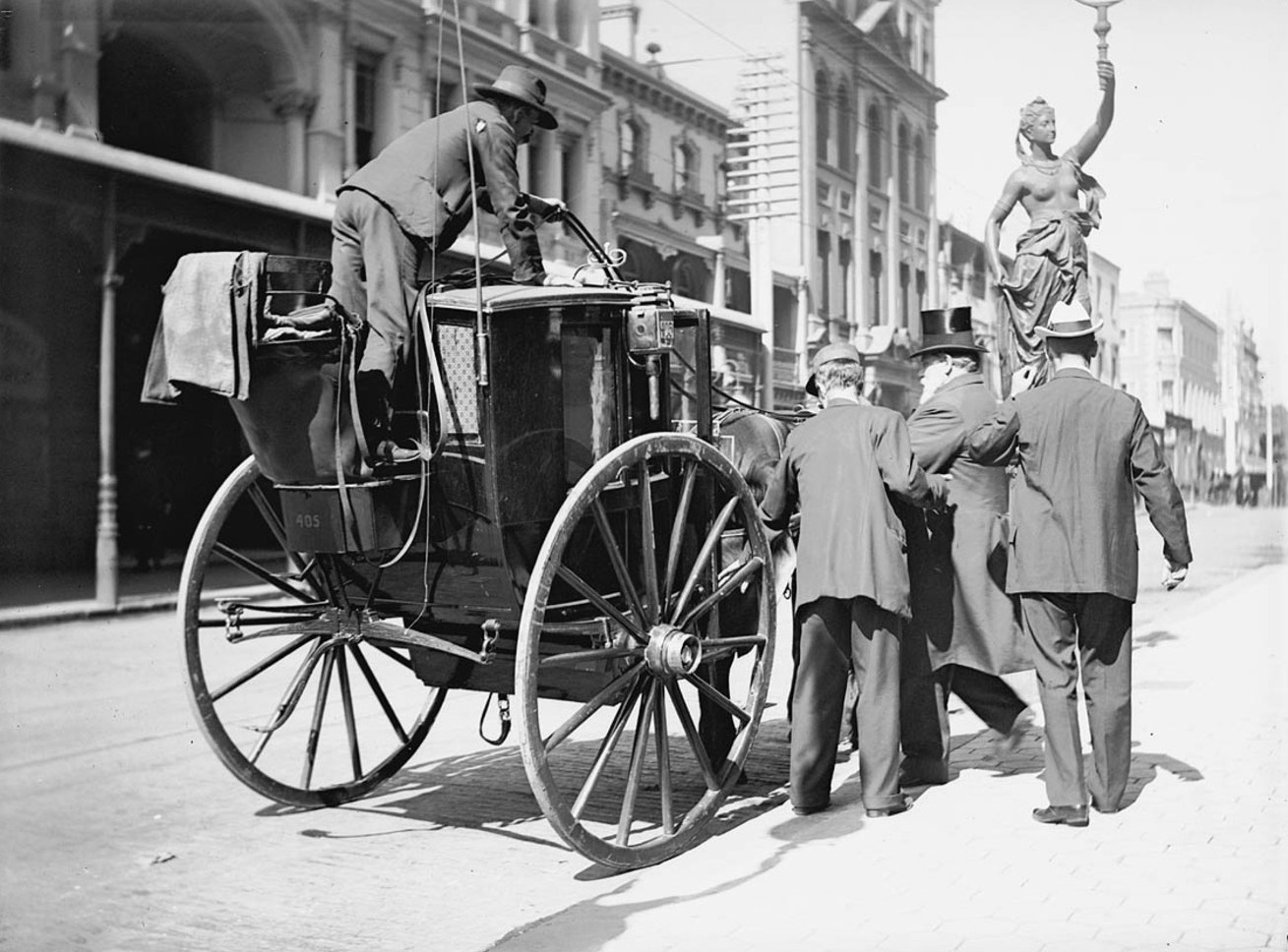
Hansom cab in Australië
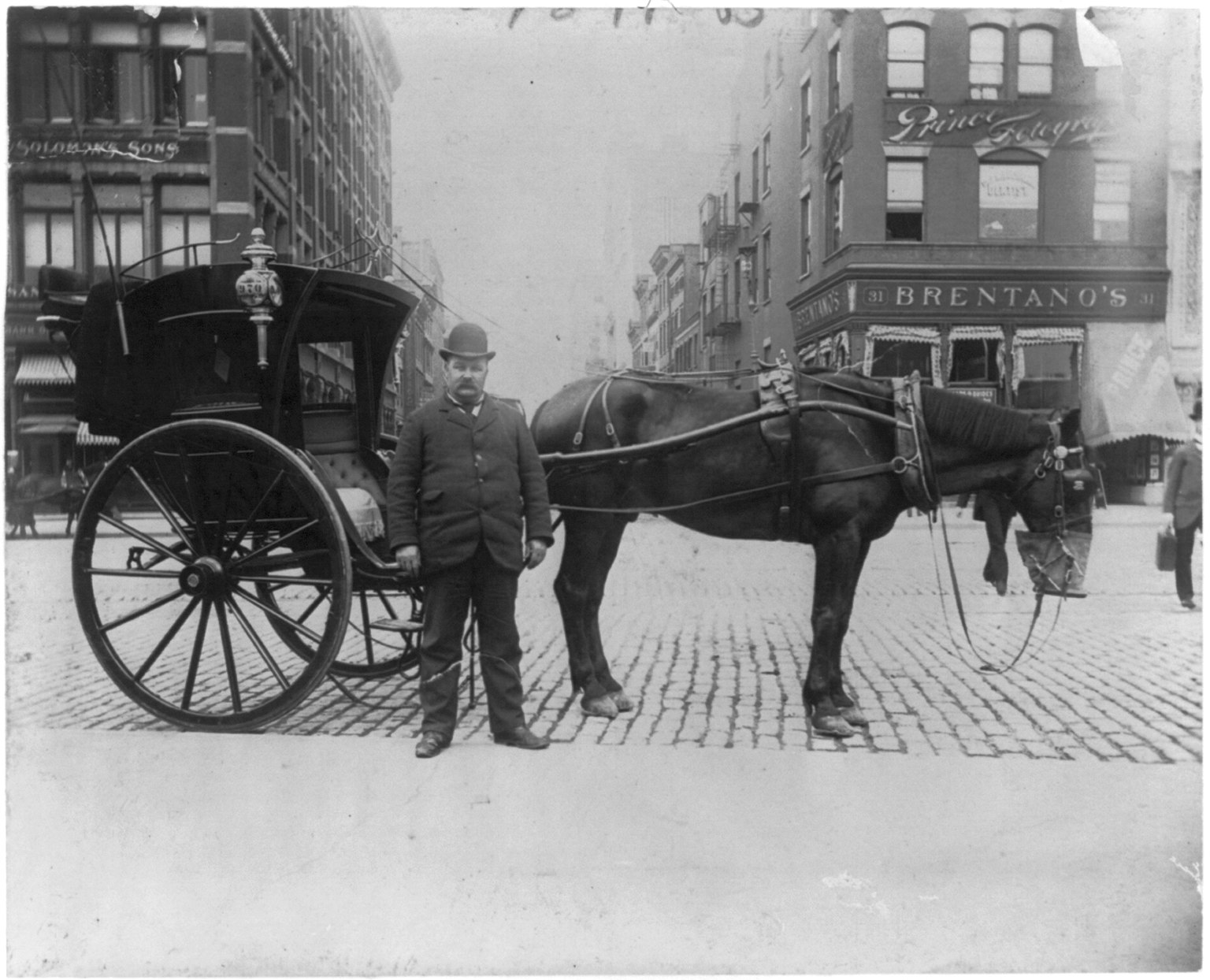
Hansom cab in New York
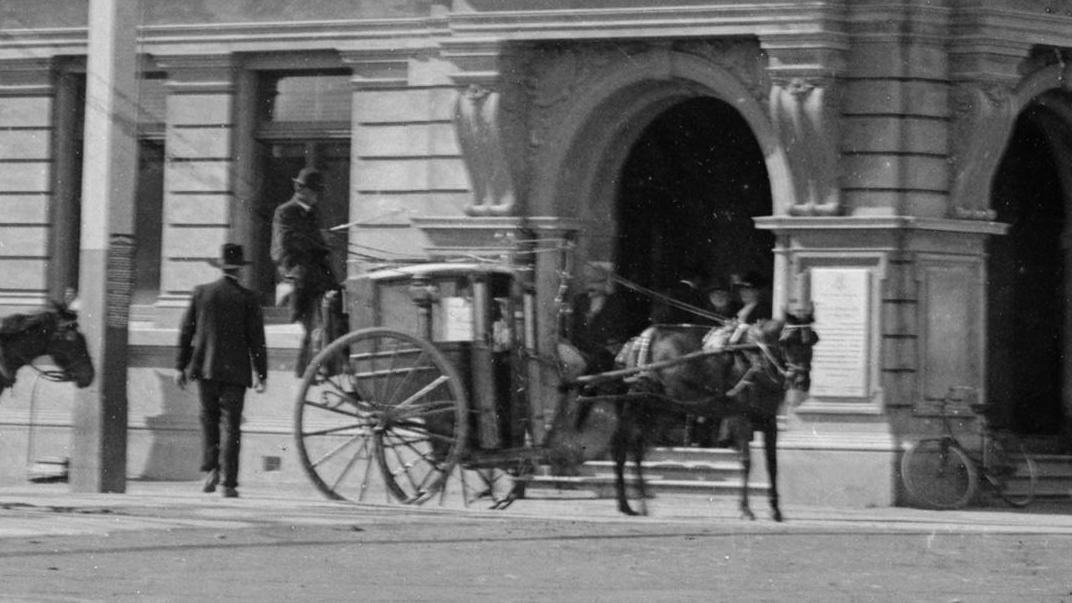
Hansom cab in Nieuw-Zeeland